# فؤاد عجمي
فؤاد عجمي (18 سبتمبر 1945 - 22 يونيو 2014) هو أستاذ جامعي وكاتب سياسي لبناني أمريكي. هو من الأصوات التي تساند تيار المحافظين الجدد وسياستهم الخارجية وخاصة في العراق. وفؤاد عجمي ملم بحقوق الشيعة في العالم العربي. وهو مدير «برنامج دراسات الشرق الأوسط» وأستاذ في جامعة جونز هوبكنز في الولايات المتحدة. توفي سنة 2014 بعد معاناة طويلة مع مرض السرطان.

## مسيرته
بعد الدراسة الثانويّة هاجر إلى الولايات المتحدة عام 1963 وتمدرس في كليّة بشرق أوريغون قبل أن ينتقل إلى جامعة واشنطن في سياتل للتخصّص في العلوم السياسية، وهي الجامعة التي درس فيها ميخائيل نعيمة في بداية القرن العشرين. كانت مناهج الجامعة ليبيراليّة، فتأثّر هناك بالأستاذ الفلسطيني حنا ميخائيل. كان توجهه آنذاك قوميّاً عربيّاً ناصريّاً متحمّساً، لكن بصمت وحذر، حيث لم ينخرط في نشاط منظمة الطلاب العرب، وكان يتلقي أعداد مجلّة «الهدف» بانتظام.
بعد تخرجه بدأ بالتعليم في جامعة برنستون، التي تعرف سيطرة الفكر الصهيوني على «دائرة الشرق الأوسط»، التي ساهم فيليب حتي في تأسيسها. ولم تكن ميول عجمي صهيونيّة آنذاك. كان إدوارد سعيد يجده مدافعاً فعّالاً عن القضية الفلسطينية. لكنه لم يكن متحمسا للقضيّة، حيث لم يتظاهر، ولم يحضر اجتماعات، ولم يوقّع على عرائض. متجنبا استفزاز الصهيونيّة في أميركا. ولم تكن نظرته إلى العالم العربي مطابقة لنظرة إدوارد سعيد التي تمركزت على ان تعريف العالم العربي دوليا هو نظرة الغرب اليه والمعارضة لتلك النظرة. كان ذلك هو السبب في حدوث خلاف فكري بينهما.

### كتاب «المحنة العربية»
أصدر كتابه الأول «المحنة العربيّة» عام 1981، ولقي الكتاب رواجاً لأسباب سياسيّة وتعليميّة، خصوصا بعد ابتعاده عن الكتابة الأكاديميّة، وشدّد الكتاب على النقد الذاتي للعرب، وبرّأ الولايات المتحدة وإسرائيل من تهمة صنع الويلات في البلاد العربية، وأمدّ القارئ غير المتمكّن من اللغة العربيّة في جامعات الولايات المتحدة بتقرير وصفي عن نقاشات ومناظرات بين المثقفين العرب دارت باللغة العربيّة بعد حرب 1967.
نشر كتابه عن موسى الصدر عام 1986 في أميركا، قبل أن يصدر في طبعة عربيّة مُترجمة في بيروت وبمقدّمة من نبيه بري. وفي التسعينيات أصدر كتاب بعنوان «قصر أحلام العرب»، ولم يلقى رواجا كما فعل كتابه الأول. ومارس فؤاد عجمي التعليم الجامعي في جامعة برونستون لكنه لم يحظَ بالتثبيت. فتزامن ذلك مع خلوّ سدّة كرسي مجيد خدوري في كليّة الدراسات الدوليّة العليا في جامعة جون هوبكنز. كان خدّوري يفضّل أن يخلفه إيلي سالم وكان المنافس النهائي لفؤاد عجمي على المنصب، لكن الكرسي كان في صالح عجمي بسبب علاقاته في جامعة برينستون التي ساعدته في الاستعانة بوسائط مفيدة. فؤاد عجمي هو عضو الهيئة التأسيسية وعضو مجلس أمناء الجامعة الأمريكية في السليمانية.

### سطوع نجمه في حرب لبنان
بعد حرب لبنان 1982 ودخولها في دائرة السياسة الداخليّة الأميركيّة، برز عجمي كمُحلّل للظاهرة الشيعيّة في لبنان. كانت وسائل الإعلام الأمريكية تبحث عن أميركي من أصل لبناني شيعي للاستعانة به لشرح ما يجري في لبنان للجمهور الأميركي بلغة إنكليزيّة مفهومة. قبل فؤاد عجمي دعوة من شبكة «سي بي إس»، التي كانت خاضعة لإدارة لورانس تش، المعروف بميوله الصهيونية. فلمع نجم عجمي. ولاحظ معارفه من العرب، بمَن فيهم إدوار سعيد، التغيير الذي حصل في مواقفه، وبعد مراسلة نقديّة بينه وبين سعيد، انقطعت العلاقة بينهما، فقد كتب له عجمي رسالة طويلة مؤرخة في 21 أكتوبر 1985 دافع فيها عن صداقته مع اليهودي المصري المولد نداف صفران الذي شارك في حرب 1948 في صفوف الهاغاناه.
وبدأ عجمي يحث الإدارة الأميركيّة عبر مقالاته بالنيويورك تايمز لترك الفلسطينيّين وشأنهم من خلال سياسية «الإهمال غير الخبيث». ويعتبر منتقدوه هذه السياسة أنها في الثمانينيات كانت وصفة من أجل إتاحة المجال لإسرائيل كي ترتكب المجازر.
وساعدته طلاقته وفصاحته بالإنكليزيّة في البروز، ولكونه مدّ الخطاب الأميركي بشهادة عربي مسلم تتناسب مع توجه السياسات الأميركيّة في الشرق الأوسط. وكان خطاب فؤاد عجمي قاسيا في أحكامه على العرب، لدرجة أنه قال مرّة في الثمانينيات أمام لجنة العلاقات الخارجيّة في مجلس النوّاب ردّاً على سؤال عن «النفسيّة» الشيعيّة إن «الشيعة انتحاريّون والسنّة قَتَلة».

### تأييده لغزو العراق
خلال حفل لجمع التبرّعات لمنظمة إسرائيليّة تدعم المستوطنين في القدس، ألقى فؤاد عجمي كلمة برفقة هنري كيسينجر. فتوالت عليه العروض لإلقاء محاضرات أمام تجمّعات ومنظمات ومراكز أبحاث صهيونيّة، بالإضافة إلى فتح الجرائد الكبرى الباب أمام مقالاته كالنيويورك تايمز» و«فورين آفيرز» و«يو إس ورلد أند نيوز ريبورت». وخلال تحضير جورج بوش الأب لحرب الخليج الثانية، استدعى مجموعة من الكتّاب والأكاديميّينن كان من بينهم فؤاد عجمي الذي اظهر حماسا وتأييدا للغزو. واستمر في الكتابة في المطبوعات الصهيونيّة مثل «النيو رببلك» و«يو إس وورد أند نيوز ريبورت»، وحصل على عضويّة بمجلس إدارة تحرير مجلّة «ميدل إيست كوارترلي»، التي أسّسها المتطرّف اليميني دانيال بايبس.
وفي عهد باراك أوباما شن حملة عنيفة ضد السياسة الخارجية للرئيس الأمريكي في الشرق الأوسط، وافته المنية يوم الأحد 22 يونيو سنة 2014م بعد صراع مع مرض السرطان.

## الجوائز
- المرتبة 52 من قائمة «أقوى 100 شخصية عربية لعام 2007»،أريبيان بزنس
- المرتبة 88 من قائمة «أقوى 100 شخصية عربية لعام 2008»،أريبيان بزنس

## مؤلفاته
- التمرّد السوري، دار جداول، 2013، تعريب أحمد الشنبري. النسخة الإنكليزية صدرت عام 2012 :The Syrian Rebellion.[7]
- هدية الأجنبي: الأمريكيون والعرب والعراقيون في العراق، 2006
- قصر الأحلام لدى العرب، 1998
- بيروت: مدينة الندم، 1988
- الإمام المغيّب: موسى الصدر وشيعة لبنان، 1986
- المأزق العربي، 1981

## وصلات خارجية
- فؤاد عجمي على موقع IMDb (الإنجليزية)
- فؤاد عجمي على موقع إن إن دي بي (الإنجليزية)
- كيف حوّل العرب العار إلى حرية مقال فؤاد عجمي حول الربيع العربي، نيويورك تايمز، 26 فبراير 2011
- The Native Informant: A Profile of Fouad Ajami
- فؤاد عجمي في برنامج «في المحور» في قناة أورينت نيوز 9 أكتوبر 2013 (باللغة العربية)
- فؤاد عجمي في برنامج «المقال مع داوود الشريان» في تلفزيون دبي 2004 (باللغة العربية)